# 南伊利诺伊大学卡本代尔分校
南伊利诺伊大学卡本代尔分校（Southern Illinois University Carbondale），通称南伊利诺伊大学（Southern Illinois University），是一所位于美国伊利诺伊州卡本代尔的公立研究型大学，是南伊利诺伊大学系统的旗舰校区和伊利诺伊州的R1研究型大学之一。